# Mokreț, Turiisk
Mokreț (în ucraineană Мокрець) este localitatea de reședință a comunei Mokreț din raionul Turiisk, regiunea Volînia, Ucraina.

## Demografie
Componența lingvistică a localității Mokreț
     Ucraineană (99,59%)
     Alte limbi (0,41%)
Conform recensământului din 2001, majoritatea populației localității Mokreț era vorbitoare de ucraineană (99,59%), existând în minoritate și vorbitori de alte limbi.